# Paul Steinhardt
Paul Joseph Steinhardt (*25 de diciembre de 1952, Washington D. C.) es profesor de ciencia de la cátedra "Albert Einstein" en la Universidad de Princeton y profesor de física teórica. Se licenció en el California Institute of Technology y obtuvo su doctorado en Física por la Universidad de Harvard. Fue nombrado Junior Fellow en la Harvard Society of Fellows y profesor de Física de la cátedra "Mary Amanda Wood" en la Universidad de Pensilvania, antes de ingresar en Princeton en 1998. Actualmente es director del Princeton Center for Theoretical Science.

## Trabajo académico
Steinhardt es conocido principalmente por su trabajo en cosmología teórica, donde ayudó a desarrollar la teoría de la inflación cósmica, que intenta explicar la homogeneidad y la geometría del universo y el origen de las fluctuaciones que provocaron la formación de galaxias y la estructura a gran escala del mismo. Introdujo el concepto de "quintaesencia", una forma de energía oscura que varía en el tiempo, para explicar la actual expansión acelerada del universo. Su trabajo más reciente se ha desarrollado en la cosmología de branas, especialmente a través de modelos ecpiróticos o cíclicos. La teoría cíclica del universo es una alternativa radical al Big Bang o modelo de cosmología inflacionaria. En este modelo la evolución del universo es periódica y los eventos clave que definen la estructura a gran escala del universo se producen antes del Big Bang.
En una entrevista, Steinhardt explicó de la siguiente forma su propuesta de un universo cíclico o recurrente:

Así pues, hay cosas que vemos ahora que perderemos de vista en el futuro. Ahora contemplamos muchos miles de millones de galaxias, pero si pudiéramos volver de aquí a mil millones de años, la mayoría del espacio estaría completamente vacío, podríamos ver nuestra galaxia, veríamos también Andrómeda... pero todo lo que está más allá habría desaparecido de nuestro horizonte de visión, y el universo se parecería cada vez más a un páramo yermo. En la teoría convencional del Big Bang, ése es justamente el final de la historia, el universo deviene un terreno baldío, y esta parte del espacio se vuelve inhabitable y se vacía de materia. [...] Sin embargo ahora, en esta noción cíclica, se produce una especie de renacimiento del universo. Este páramo baldío no es el final de la historia. El universo se vacía, pero es necesario que se vacíe para restablecer cierto estado de simplicidad, y entonces la energía oscura sufre una especie de descomposición, se descompone de nuevo en materia, y vuelve a llenar el universo con nueva materia y radiación, lo que da lugar a un nuevo episodio de formación de galaxias y de estrellas y de materia... Este proceso se repite aproximadamente cada mil millones de años, por eso lo llamamos modelo cíclico. La idea es que el Big Bang no sucedió una sola vez, sino que se repite a intervalos regulares. Cada ciclo deja una huella en el ciclo inmediatamente posterior, y todos los ciclos están vinculados entre sí.

Steinhardt también trabaja en física de la materia condensada, donde acuñó el término de "cuasicristales", una primera fase de la materia que muestra simetrías que no existen en los cristales periódicos ordinarios, habiendo realizado numerosas contribuciones a la comprensión de las propiedades matemáticas y físicas de aquellos. Recientemente, ha ayudado a desarrollar un cuasicristal fotónico (el cuasicristal análogo de un cristal fotónico) para la captura y manipulación de manera eficiente de la luz en determinadas bandas de frecuencia. 
Steinhardt es miembro de la American Physical Society y de la National Academy of Sciences. En 2002, recibió la medalla P.A.M. Dirac Medal del Centro Internacional de Física Teórica por sus contribuciones a la cosmología inflacionaria, y en 2010, el premio "Oliver Buckley Prize", de la American Physical Society, por su trabajo en los cuasicristales.

## Publicaciones
- Steinhardt, P. J.; Turok, N. (25 de abril de 2002). «A Cyclic Model of the Universe». Science 296 (5572): 1436-1439. Bibcode:2002Sci...296.1436S. PMID 11976408. arXiv:hep-th/0111030v2. doi:10.1126/science.1070462.
- P. J. Steinhardt and N. Turok, Endless Universe: Beyond the Big Bang, (Doubleday, 2007)
- J. Khoury, B. A. Ovrut, P. J. Steinhardt and N. Turok, "The ekpyrotic universe: Colliding branes and the origin of the hot big bang", Phys. Rev. D 64, 123522 (2001) arXiv:hep-th/0103239.
- D. N. Spergel and P. J. Steinhardt, "Observational evidence for self-interacting cold dark matter", Phys. Rev. Lett. 84, 3760 (2000) arXiv:astro-ph/9909386.
- N. A. Bahcall, J. P. Ostriker and P. J. Steinhardt, "The Cosmic Triangle: Revealing the State of the Universe", Science 284, 1481 (1999) arXiv:astro-ph/9906463.
- R. R. Caldwell, R. Dave and P. J. Steinhardt, "Cosmological Imprint of an Energy Component with General Equation-of-State", Phys. Rev. Lett. 80, 1582 (1998) arXiv:astro-ph/9708069.
- P. J. Steinhardt and S. Ostlund, The Physics of Quasicrystals (World Scientific, Singapore, 1987).
- Bardeen, J. M.; Steinhardt, P. J.; Turner, M. S. (1983). «Spontaneous Creation Of Almost Scale-Free Density Perturbations In An Inflationary Universe». Phys. Rev. D 28: 679. Bibcode:1983PhRvD..28..679B. doi:10.1103/PhysRevD.28.679.
- Albrecht, A.; Steinhardt, P. J. (1982). «Cosmology For Grand Unified Theories With Radiatively Induced Symmetry Breaking». Phys. Rev. Lett. 48: 1220. Bibcode:1982PhRvL..48.1220A. doi:10.1103/PhysRevLett.48.1220.